# 享和
享和（）は、日本の元号の一つ。寛政の後、文化の前。1801年から1804年までの期間を指す。この時代の天皇は光格天皇。江戸幕府将軍は徳川家斉。

## 改元
- 寛政13年2月5日（グレゴリオ暦1801年3月19日）： 辛酉革命に当たるため改元
- 享和4年2月11日（グレゴリオ暦1804年3月22日）： 文化に改元

辛酉革命に基づく改元自体が朝廷と幕府の間で恒例となっており、特に問題が起きたとも伝わっておらず、平穏のうちに決定が進められたとみられる。

## 享和年間の出来事
- 享和元年（1801年）： 富山元十郎らが得撫島に「天長地久大日本七属島」の標柱を建立。
- 享和2年（1802年）： 江戸幕府が蝦夷奉行（後の箱館奉行）を設置。
- 享和2年（1802年）： 十返舎一九『東海道中膝栗毛』の初刷り開始。
- 享和2年（1802年）： 江戸で火災

### 誕生
- 享和元年（1801年）： 川路聖謨
- 享和元年（1801年）： 江川英龍
- 享和元年（1801年）： 大原重徳
- 享和元年（1801年）： 椿椿山
- 享和元年（1801年）： 不知火諾右衛門
- 享和元年（1801年）： 生田万
- 享和2年（1802年）： 伏見宮邦家親王
- 享和2年（1802年）： 勝小吉
- 享和2年（1802年）： 伊古田純道
- 享和3年（1803年）： 伊藤圭介
- 享和3年（1803年）： 武田耕雲斎

### 死去
- 享和元年（1801年）： 本居宣長（享年71）
- 享和元年（1801年）： 蜂須賀重喜（享年64）
- 享和2年（1802年）： 唐衣橘洲（享年59）
- 享和3年（1803年）： 前野良沢（享年80）
- 享和4年（1804年）： 高橋至時（享年41）

## 西暦との対照表
※は小の月を示す。
| 享和元年（辛酉） | 一月      | 二月※   | 三月  | 四月※ | 五月  | 六月※ | 七月  | 八月 | 九月※ | 十月  | 十一月※ | 十二月   |           |
| ---------------- | --------- | ------- | ----- | ----- | ----- | ----- | ----- | ---- | ----- | ----- | ------- | -------- | --------- |
| グレゴリオ暦     | 1801/2/13 | 3/15    | 4/13  | 5/13  | 6/11  | 7/11  | 8/9   | 9/8  | 10/8  | 11/6  | 12/6    | 1802/1/4 |           |
| ユリウス暦       | 1801/2/1  | 3/3     | 4/1   | 5/1   | 5/30  | 6/29  | 7/28  | 8/27 | 9/26  | 10/25 | 11/24   | 12/23    |           |
| 享和二年（壬戌） | 一月※     | 二月    | 三月※ | 四月※ | 五月  | 六月※ | 七月  | 八月 | 九月  | 十月※ | 十一月  | 十二月※  |           |
| グレゴリオ暦     | 1802/2/3  | 3/4     | 4/3   | 5/2   | 5/31  | 6/30  | 7/29  | 8/28 | 9/27  | 10/27 | 11/25   | 12/25    |           |
| ユリウス暦       | 1802/1/22 | 2/20    | 3/22  | 4/20  | 5/19  | 6/18  | 7/17  | 8/16 | 9/15  | 10/15 | 11/13   | 12/13    |           |
| 享和三年（癸亥） | 一月      | 閏一月※ | 二月  | 三月※ | 四月※ | 五月  | 六月※ | 七月 | 八月  | 九月※ | 十月    | 十一月   | 十二月※   |
| グレゴリオ暦     | 1803/1/23 | 2/22    | 3/23  | 4/22  | 5/21  | 6/19  | 7/19  | 8/17 | 9/16  | 10/16 | 11/14   | 12/14    | 1804/1/13 |
| ユリウス暦       | 1803/1/11 | 2/10    | 3/11  | 4/10  | 5/9   | 6/7   | 7/7   | 8/5  | 9/4   | 10/4  | 11/2    | 12/2     | 1804/1/1  |
| 享和四年（甲子） | 一月      | 二月※   | 三月  | 四月※ | 五月※ | 六月  | 七月※ | 八月 | 九月※ | 十月  | 十一月  | 十二月   |           |
| グレゴリオ暦     | 1804/2/11 | 3/12    | 4/10  | 5/10  | 6/8   | 7/7   | 8/6   | 9/4  | 10/4  | 11/2  | 12/2    | 1805/1/1 |           |
| ユリウス暦       | 1804/1/30 | 2/29    | 3/29  | 4/28  | 5/27  | 6/25  | 7/25  | 8/23 | 9/22  | 10/21 | 11/20   | 12/20    |           |